# Koniec „Zgody Narodów”
Koniec «Zgody Narodów». Powieść z roku 179 przed narodzeniem Chrystusa – powieść historyczna Teodora Parnickiego napisana w Meksyku w 1954 roku, wydana przez Instytut Literacki w 1955 roku. Jej akcja rozgrywa się na okręcie płynącym z nurtem Amu-Darii.

## O powieści
Pomysł powieści przyszedł autorowi do głowy w maju 1951 podczas lektury dzieła brytyjskiego hellenisty W.W. Tarna The Greeks in Bactria and India, czytanego przypadkowo, w poszukiwaniu wskazówek bibliograficznych do Słowa i ciała. Praca przygotowawcza zajęła Parnickiemu trzy lata. Pisanie powieści podjął na początku 1954, a ukończył na początku czerwca. W liście do Giedroycia z 6 czerwca pisał: Właśnie ukończyłem tę powieść. Powieść ukazała się w grudniu 1955 w paryskiej Kulturze. Sprzedaż od początku szła bardzo źle, a emigracyjna krytyka książki nie dostrzegała. W 1991 ukazała się w Montricher w języku francuskim w przekładzie Élisabeth Czachorowskiej pod tytułem La fin de «L'Entente des peuples».
Akcja powieści rozgrywa się w 179 roku przed Chrystusem, na statku Zgoda Narodów, płynącym po rzece Oxos. Statek jest okrętem admiralskim dynastii Eutydemidow, panujących nad państwem powstałym na gruzach wschodniej części imperium Aleksandra Macedońskiego, obejmującego głównie Baktrię, Sogdianę, Margianę. Na okręcie krzyżują się wszystkie nici władzy królestwa. Odpowiada to charakterowi wiedzy o czasach epigonów, na którą składają się niejasne teksty, inskrypcje, monety, wykopaliska, z których historycy próbują potem ułożyć sensowny ciąg zdarzeń. Parnicki zachowuje w swojej powieści ten rytm narracji.
Wielkiego króla i jego państwo czytelnik poznaje nie wprost, ale z rozmów pasażerów okrętu. Głównymi bohaterami są Heliodor, wysoki urzędnik królewskiej służby bezpieczeństwa i jego żona Dioneja. Podróż Zgodą Narodów jest dla nich wielką przygodą, przeżywaną pośród intryg dynastycznych i wewnętrznych sprzeczności królestwa. Heliodor, nieufny i podejrzliwy, z racji pełnionego urzędu, zmuszony jest do odgadywania prawdziwego sensu zasłyszanych fragmentów rozmów i przechodzących przez jego ręce dokumentów. To samo próbują robić jego współtowarzysze i zarazem konkurenci, na których palcach ukazuje się kolejno pierścień królewski, oznaka wysokiego statusu. Tworzywo powieści stanowi pajęczyna podejrzeń i domysłów.
Autor wysuwa na pierwszy plan kolejno różnych pasażerów okrętu, z których każdy opowiada swą opowieść. Najdłuższą historię opowiada młody chłopiec, syn greckiego rzeźbiarza i Żydówki. Heliodor bierze go za szpiega Masagetów. Obecni na okręcie członkowie dynastii i doradcy królewscy spędzają długie godziny na przesłuchiwaniu młodzieńca, wysnuwając z jego odpowiedzi przenikliwe wnioski.
Intryga powieściowa została obudowana refleksjami nad pełnym sprzeczności biegiem dziejów, które grupują się wokół kilku tematów. Pierwszym jest zespół warunków konieczny do utrzymania przy życiu królestwa Eutydemidów i każdego innego różnoplemiennego państwa. Z rozważań na temat kompetencji niezbędnych do takiego dzieła, wyrasta, stale obecne w twórczości Parnickiego, zagadnienie mieszańców, to znaczy osób należących, z powodu urodzenia lub wychowania do więcej niż jedna grupy etnicznej. Z głównym tematem łączą się refleksje na temat niemożności utrzymania przez Greków na Środkowym Wschodzie spuścizny po Aleksandrze Macedońskim, ani utrzymania się w systemie zgody narodów.

## Osoby
- Demetrios I – Król Wielki, władca Nadkrólestwa. Objął władzę po Eutydemosie I, założycielu dynastii Eutydemidów. Prowadził politykę podbojów dla wzmocnienia obronności państwa, zagrożonego od zachodu przez Seleukidów.
- Eutydemos II – król Baktrii, Sogdiany i Parykeny (dzielnic królestwa), najstarszy syn Demetriosa I, w czasie nieobecności ojca, zdobywającego północne Indie, próbuje kreować samodzileną politykę.
- Demetrios II – młodszy brat króla Baktrii, przebywa z ojcem w Indiach, do czasu mianowania następcą Eutydemosa II.
- Agatokles – najmłodszy syn Demetriosa I, bardzo aktywny politycznie.
- Spitamenes – wysłannik Demetriosa I, wyposażony w szczególne pełnomocnictwa. Jest mieszańcem, synem Króla Wielkiego i Sogdyjki, bliźniaczo podobnym do Agatoklesa. W toku akcji okazuje się, że jest postacią fikcyjną, w którą wcielił się Agatokles.
- Agatokleja – jedyna córka Demetriosa I. Przebywa w stolicy Eutydemosa II w Baktrze i rywalizuje z najstarszym bratem o władzę.

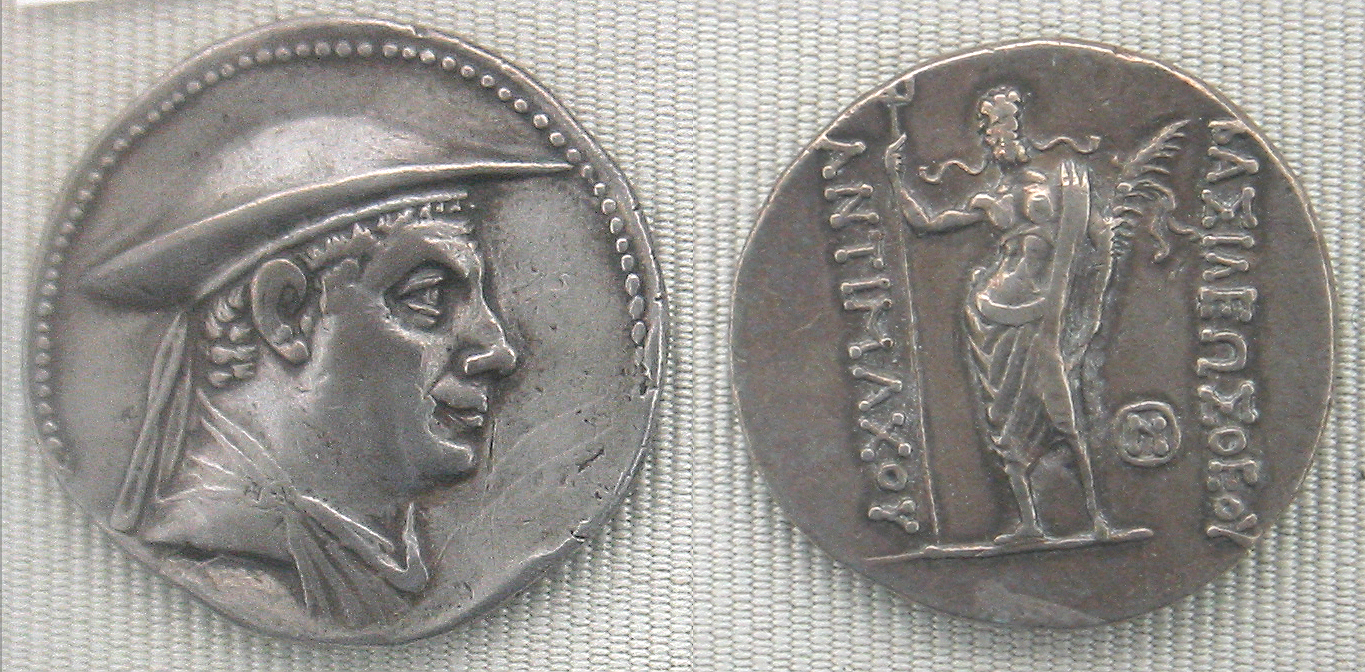
Antymach.

- Antymach.Antymachos – brat Demetriosa I, król Margiany, Arii i Tapurii. Odpowiada za obronę północno-zachodniej granicy Nadkrólestwa przed Partami.
- Teodor – dowódca cytadel Tarmity, stronnik Eutydemosa II.
- Teodora – wnuczka Teodora, współpracowniczka Agatoklei, narzeczona Spitamenesa.
- Teofil (zwany też Grubasem) – powinowaty królewski, kochanek Agatoklei i jej najbliższy stronnik.
- Menander – dowódca obrony północnego pogranicza, wybitny wojskowy i polityk.
- Mankuras – Ind, nowy człowiek w służbie bezpieczeństwa.
- Heliodor – długoletni szef służby bezpieczeństwa. Nie pragnie awansu, a tylko zachowania stanowiska i pozostania w centrum wydarzeń, od których dynastia stopniowo go odsuwa.
- Dioneja – dużo młodsza żona Heliodora.Dwudziestopięcioletni Heliodor ocalił ją jako niemowlę, przyrzekając w zamian ją poślubić.
- Leptynes –  syn Orestesa, rzeźbiarza na dworze Eutydemidów. Powraca z niewoli u Hunów. Jego matką jest Żydówka, co Leptynes stara się ukryć[6].